# Таштыпский район
Ташты́пский райо́н (хак. Тастып аймағы) — административно-территориальная единица и муниципальное образование (муниципальный район) в составе Республики Хакасия Российской Федерации.
Административный центр — село Таштып.

## География
Район расположен на юге Республики Хакасия, граничит с Красноярским краем, Кемеровской областью, республиками Алтай и Тыва.
Площадь муниципального района — 19 989,88 км².
Рельеф пересечённый. Большая часть района расположена в подтаёжной и таёжной зонах, в предгорьях Западного Саяна и горных отрогах Кузнецкого Алатау. В южной части района в субмеридиональном направлении почти на 15 км тянется хребет Моныш.
По территории района протекает река Абакан с притоками, берущая начало в Западных Саянах и Абаканском хребте. В районе находится множество горных озёр, самое уникальное из которых, оз. Чёрное.
Почвы серые лесные и чернозёмы оподзоленные с различными подтипами. Климат резко континентальный. Среднемесячные температуры января в с. Таштып −18 градусов, июля +17 градусов. Количество осадков на большей части территории района более 850 мм. Снежный покров в горах держится 200—220 дней, достигая высоты 1 м. Лесной фонд занимает 74 % территории района. Разнообразие природно-климатических зон обусловило богатый животный мир. Водятся марал, косуля, кабарга, медведь, рысь, росомаха, волк, лисица, высоко в горах — снежный барс.
Охраняемые территории: государственный заповедник «Хакасский», включающий участок «Малый Абакан» (98 тыс. га).
По территории района проходит железная дорога Аскиз — Абаза, региональная автодорога 95К-002 Абакан — Ак-Довурак (Республика Тыва), действует паром.

## История
Район образован в 1924 на базе двух волостей Минусинского уезда Енисейской губернии: Таштыпской и Сейской, с 25 мая 1925 года в составе Хакасского округа, вошедшего в свою очередь в состав Сибирского края. В состав района вошли 10 сельских советов. Границы и административное деление неоднократно менялись. В 1963 году территорию района снова разделили между вновь образованным Абазинским промышленным районом с центром в посёлке Абаза и Аскизским сельскохозяйственным районом с центром в с. Аскиз. В 1965 году район был вновь восстановлен в прежних границах, но до 1968 года райцентром был г. Абаза. В 1968 году статус райцентра возвращён с. Таштып. К концу XX — началу XXI вв. в состав района входило 9 сельских советов и 1 городской совет (в 1966 году рабочему посёлку Абаза был присвоен статус города районного подчинения). В 2003 году город Абаза, получив статус муниципального образования республиканского значения, вышел из состава района. После такого деления в районе остались, преимущественно, сельскохозяйственные предприятия. Наивысшего развития экономика района достигла в конце 1970-х — начале 1980-х гг. Работали такие крупные предприятия, как Абаканское рудоуправление, Абазинские леспромхоз и лесокомбинат, Хакасский и Матурский леспромхозы, Абазинская швейная фабрика, совхозы «Абазинский», «Таштыпский», «Арбатский», Таштыпское ремонтно-строительное управление и др. В настоящее время часть предприятий находится в стадии банкротства, другие изменили форму собственности. 01.01.2003 года район преобразован в муниципальное образование Таштыпский район.

## Население
| 1939    | 1959    | 1970    | 1979    | 1989    | 2002    | 2003    | 2004    | 2005    |
| ------- | ------- | ------- | ------- | ------- | ------- | ------- | ------- | ------- |
| 37 112  | ↗41 145 | ↘37 865 | ↘34 314 | ↗36 240 | ↘34 686 | ↘16 500 | ↗17 000 | ↘16 800 |
| 2006    | 2007    | 2008    | 2009    | 2010    | 2011    | 2012    | 2013    | 2014    |
| ↘16 700 | →16 700 | →16 700 | ↘15 834 | ↗16 582 | ↘16 500 | ↘16 450 | ↘16 200 | ↘15 847 |
| 2015    | 2016    | 2017    | 2018    | 2019    | 2020    | 2021    |         |         |
| ↘15 557 | ↘15 343 | ↘15 172 | ↘15 049 | ↘14 865 | ↘14 759 | ↗15 679 |         |         |

### Занятость
Экономически активное население составляет 8,1 тыс. чел., в том числе: занятые в народном хозяйстве — 4,4 тыс. чел., в домашнем личном хозяйстве — 1,1 тыс. чел. Состоит на учёте в службе занятости 0,7 тыс. чел., пенсионеров — 4,5 тыс. чел. В промышленности занято 0,1 тыс. чел., в сельском хозяйстве — 0,3 тыс. чел., в лесном хозяйстве — 0,2 тыс. чел., в строительстве — 0,1 тыс. чел.
Население традиционно занимается охотой, рыбной ловлей, сбором даров тайги. Удельный вес Таштыпского района в общереспубликанских основных показателях сельского хозяйства в 2002 составил: вся продукция сельского хозяйства 6,4 %, производство мяса 7,2 %, производство молока 8,7 %, поголовье крупного рогатого скота 8,5 %, посевная площадь сельскохозяйственных культур 4,4 %.

### Национальный состав
По переписи 1989 года: русских — 73,2 %, хакасов — 21,2 %, украинцев — 1,4 %, немцев — 0,9 % и др.
На территории района живёт Агафья Лыкова из семейства отшельников-старообрядцев Лыковых.

## Административное деление
Таштыпский район как административно-территориальная единица включает 8 сельсоветов, а также 3 населённых пункта, непосредственно подчинённых району (межселенная территория).
В состав одноимённого муниципального района входят 8 муниципальных образований со статусом сельских поселений. Также выделяется межселенная территория.
| № | Муниципальное образование | Административный центр | Количество населённых пунктов | Население (чел.) | Площадь (км²) |
| - | ------------------------- | ---------------------- | ----------------------------- | ---------------- | ------------- |
| 1 | Анчулский сельсовет       | село Анчул             | 3                             | ↗825             | 1206.59       |
| 2 | Арбатский сельсовет       | село Арбаты            | 5                             | ↘2040            | 19.33         |
| 3 | Большесейский сельсовет   | село Большая Сея       | 5                             | ↗886             | 25.27         |
| 4 | Бутрахтинский сельсовет   | деревня Бутрахты       | 3                             | ↗745             | 19.86         |
| 5 | Имекский сельсовет        | село Имек              | 5                             | ↘2090            | 1.80          |
| 6 | Матурский сельсовет       | село Матур             | 2                             | ↗1202            | 7018.72       |
| 7 | Нижнесирский сельсовет    | село Нижние Сиры       | 5                             | ↗1004            | 31.73         |
| 8 | Таштыпский сельсовет      | село Таштып            | 1                             | ↗6834            | 36.22         |
| 9 | межселенная территория    |                        | 3                             |                  |               |

### Населённые пункты
В Таштыпском районе 32 населённых пункта.
| №  | Населённый пункт | Тип | Население | Муниципальное образование |
| -- | ---------------- | --- | --------- | ------------------------- |
| 1  | Анчул            |     | ↗313      | Анчулский сельсовет       |
| 2  | Арбаты           |     | ↗902      | Арбатский сельсовет       |
| 3  | Большая Сея      |     | ↘433      | Большесейский сельсовет   |
| 4  | Большие Арбаты   |     | ↘205      | Арбатский сельсовет       |
| 5  | Большой Бор      |     | ↘23       | Нижнесирский сельсовет    |
| 6  | Большой Он       |     | ↘17       | межселенная территория    |
| 7  | Бутрахты         |     | ↘519      | Бутрахтинский сельсовет   |
| 8  | Верхние Сиры     |     | ↘222      | Нижнесирский сельсовет    |
| 9  | Верхний Имек     |     | ↗244      | Имекский сельсовет        |
| 10 | Верхний Курлугаш |     | ↗41       | Нижнесирский сельсовет    |
| 11 | Верхняя Сея      |     | ↗242      | Большесейский сельсовет   |
| 12 | Верх-Таштып      |     | ↗533      | Анчулский сельсовет       |
| 13 | Имек             |     | ↗1260     | Имекский сельсовет        |
| 14 | Иничул           |     | ↘1        | Большесейский сельсовет   |
| 15 | Карагай          |     | ↘68       | Бутрахтинский сельсовет   |
| 16 | Кирово           |     | ↘43       | Арбатский сельсовет       |
| 17 | Кубайка          |     | ↘41       | межселенная территория    |
| 18 | Кызылсуг         |     | ↘85       | Анчулский сельсовет       |
| 19 | Малая Сея        |     | ↗291      | Большесейский сельсовет   |
| 20 | Малые Арбаты     |     | ↘1472     | Арбатский сельсовет       |
| 21 | Малый Анзас      |     | ↗26       | межселенная территория    |
| 22 | Матур            |     | ↗1231     | Матурский сельсовет       |
| 23 | Нижние Сиры      |     | ↗412      | Нижнесирский сельсовет    |
| 24 | Нижний Имек      |     | ↗409      | Имекский сельсовет        |
| 25 | Нижний Курлугаш  |     | ↘310      | Нижнесирский сельсовет    |
| 26 | Нижний Матур     |     | ↘181      | Матурский сельсовет       |
| 27 | Печегол          |     | ↗146      | Имекский сельсовет        |
| 28 | Таштып           |     | ↗6834     | Таштыпский сельсовет      |
| 29 | Харачул          |     | ↘119      | Арбатский сельсовет       |
| 30 | Харой            |     | ↗167      | Имекский сельсовет        |
| 31 | Чиланы           |     | ↗164      | Бутрахтинский сельсовет   |
| 32 | Шепчул           |     | ↘39       | Большесейский сельсовет   |

### Упразднённые населённые пункты
- Балахташ — несуществующий ныне посёлок лесорубов

## Инфраструктура
В районе действуют общеобразовательные школы, в том числе четыре начальных.
Здравоохранение района представлено Таштыпской районной больницей (92 койки, в том числе 62 круглосуточные) и участковыми больницами в Матуре и Малых Арбатах, Верх-Таштыпской амбулаторией и 20 фельдшерско-акушерскими пунктами. Численность персонала 39 врачей и 132 средних медработников.
Издаётся газета «Земля Таштыпская».
26 марта 2013 образован природный парк «Хакасия». Расположен в высокогорном поясе Западного Саяна, на восточном склоне южной части Абаканского хребта. Максимальная отметка высоты над уровнем моря 1983 м находится на хребте Чоочек. Его площадь составляет 162 638,5 га.

## Достопримечательности
На территории района имеются памятники археологии и истории: Абаканский могильник (IV—II век до н. э.), Чистобайский писанец (памятник первобытного искусства и железного века), памятники «Борцам за Советскую власть» и воинам — землякам, погибшим в годы Великой Отечественной войны.
- Горячий ключ (Абаканский Аржан),
- Заимка Лыковых.